# Matte Smets
Matte Smets (* 4. ledna 2004) je belgický profesionální fotbalista, který hraje na pozici středního obránce za klub KRC Genk a belgický národní tým.

## Klubová kariéra
Smets začal hrát fotbal za Bilzerse, kde dříve býval jeho otec hráčem. Krátce poté se v roce 2010 přestěhoval do Genku, kde zůstal 8 let. V roce 2018 se přesunul do mládežnické akademie Sint-Truiden. Dne 27. května 2022 podepsal s klubem svou první profesionální smlouvu. Svůj profesionální debut si odbyl jako náhradník při prohře 2:0 v Jupiler Pro League s Royalem Antverpy 7. října 2022.
Původně byl defenzivní záložník, ale nakonec se vypracoval na středního obránce uprostřed tříčlenné obrany. Dne 6. července 2023 prodloužil smlouvu se Sint-Truidenem do roku 2026.
Poté, co klub v sezóně 2023/2024 pod vedením trenéra Thorstena Finka skončil na působivém devátém místě a přiblížil se kvalifikaci do play-off o titul, se Smets po Finkově přestupu vrátil do Genku.
Ve stejném přestupovém období se o něj zajímaly Gent a Watford.

## Reprezentační kariéra
Smets je mládežnický reprezentant Belgie. V listopadu 2023 si zahrál za belgický národní tým do 20 let.
Smets skóroval již při svém debutu za belgický tým U21, když 4. června 2024 otevřel skóre při remíze 2:2 s Marokem U23.
V říjnu 2024 byl jmenován do seniorského týmu Belgie pro zápasy Ligy národů UEFA 2024/2025 proti Itálii a Francii ve dnech 10. a 14. října 2024, přičemž v obou zápasech zůstal na lavičce.
Debutoval 17. listopadu 2024 v zápase Ligy národů proti Izraeli v Bozsik Aréně v Maďarsku. V poločase vystřídal Zena Debasta, ale Izrael vyhrál 1:0.

## Statistiky

### Klubové
Platí k zápasu hranému 10. listopadu 2024.
| Klub              | Sezóna            | Liga               | Liga | Liga  | Národní pohár | Národní pohár | Kontinentální | Kontinentální | Ostatní | Ostatní | Celkově | Celkově |
| Klub              | Sezóna            | Soutěž             | Apps | Goals | Apps          | Goals         | Apps          | Goals         | Apps    | Goals   | Apps    | Goals   |
| ----------------- | ----------------- | ------------------ | ---- | ----- | ------------- | ------------- | ------------- | ------------- | ------- | ------- | ------- | ------- |
| Sint-Truiden      | 2022/23           | Jupiler Pro League | 14   | 0     | 2             | 0             | —             | —             | —       | —       | 16      | 0       |
| Sint-Truiden      | 2023/24           | Jupiler Pro League | 40   | 0     | 2             | 0             | —             | —             | —       | —       | 42      | 0       |
| Sint-Truiden      | Celkově           | Celkově            | 54   | 0     | 4             | 0             | —             | —             | —       | —       | 58      | 0       |
| Genk              | 2024/25           | Jupiler Pro League | 13   | 0     | 1             | 0             | —             | —             | 0       | 0       | 14      | 0       |
| Celkově v kariéře | Celkově v kariéře | Celkově v kariéře  | 67   | 0     | 5             | 0             | 0             | 0             | 0       | 0       | 72      | 0       |